# Basil Heatley
Benjamin Basil Heatley (Kenilworth, 25 de diciembre de 1933-3 de agosto de 2019) fue un atleta británico que compitió especialmente en la prueba de maratón.
En 1961 se proclamó vencedor del Cross de las Naciones, cuatro años después de haber quedado segundo en la prueba. Participó en los Juegos Olímpicos de Tokio en 1964 siendo el poseedor del récord del mundo, pero en la capital japonesa se tuvo que conformar con la medalla de plata y además ver como el etíope Abebe Bikila le ganaba y batía el récord del mundo.